# Rajab Otukile Mahommed
Rajab Otukile Mahommed (* 28. Juni 1997 in Gaborone) ist ein ehemaliger botswanischer Boxer.
Er trat bei den Olympischen Sommerspielen 2020 in Tokio an. Im Fliegengewicht kam er auf Rang 17, er verlor gegen Yuberjen Martínez aus Kolumbien in der ersten Runde. Er fungierte zusammen mit Amantle Montsho auch als Fahnenträger bei der Eröffnungszeremonie.